# Salomon Jadassohn
Salomon Jadassohn (Breslavia, 13 agosto 1831 – Lipsia, 1º febbraio 1902) è stato un compositore e insegnante tedesco.

## Biografia

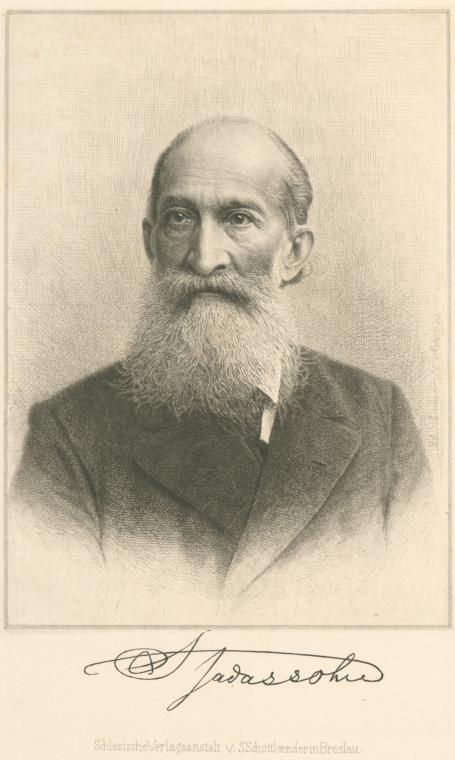
Salomon Jadassohn

Jadassohn è nato in una famiglia di origine ebraica, nella capitale della Prussia, proprio subito dopo il processo di emancipazione degli ebrei avvenuto nelle terre dell'Europa centrale di lingua germanica.
Ha studiato musica dapprima nel Conservatorio di Lipsia (1848) e successivamente sotto la guida di Franz Liszt a Weimar (1849-1851). Quindi, dopo un suo ritorno a Lipsia, approfondì gli studi sulla composizione assieme a Moritz Hauptmann e quelli sul pianoforte con Ignaz Moscheles.
Essendo ebreo, fu impossibilitato ad esercitare quei lavori musicali presso le varie chiese che abitualmente venivano svolti dai diplomati dei conservatori, poiché richiedevano una profonda conoscenza della liturgia e della pratica cristiana; invece lui lavorò per la sinagoga e per qualche società corale e iniziò ad effettuare lezioni private.
Solo in un secondo tempo, riuscì ad entrare al Conservatorio di Lipsia per insegnare armonia, composizione e contrappunto.
Tra i suoi allievi, si ricordano Ferruccio Busoni, Edvard Grieg, Gerhard von Keussler, Richard Franck, Sigfrid Karg-Elert, Sergej Bortkevič.
Jadassohn ha composto più di 140 opere in quasi tutti i generi, tra cui quattro sinfonie, quattro serenate per orchestra e una per flauto e orchestra d'archi, due concerti per pianoforte, lieder, sonate, opera e una considerevole quantità di musica da camera, tra cui un quartetto d'archi, quattro trii di pianoforte, tre quartetti per pianoforte, tre quintetti per pianoforte e una serenata per flauto e quintetto per archi. Queste opere da camera sono tra le sue composizioni più belle. Considerato un maestro del contrappunto e dell'armonia, era anche un melodista dotato, seguendo la tradizione di Mendelssohn. Le sue opere mostrano anche l'influenza di Wagner e di Liszt, la cui musica lo ha profondamente impressionato. Inoltre, ha scritto diversi libri importanti sulla composizione e la teoria musicale.
Tra le sue pubblicazioni, ricordiamo: Harmonielehre (1883), Kontrapunkt (1884), Lerhbuch der Instrumentation (1889), Das Wesen der Melodie in der Tonkust (1899).

## Opere principali

### Sinfonie
- Sinfonia 1 in do maggiore, Op.24 (1861)
- Sinfonia 2 in la maggiore, Op.28 (1865)
- Sinfonia 3 in re minore, Op.50 (1876)
- Sinfonia 4 in do minore, Op.101 (1889)

### Concerti con orchestra
- Concerto per pianoforte e orchestra n. 1 in do minore, Op.89 (1887)
- Concerto per pianoforte e orchestra n. 2 in fa minore, Op.90 (1888)

### Musica da camera
- Cavatina per violoncello e Orchestra, Op.120
- Sestetto per piano a quattro mani, due violini, viola, violoncello, Op.100 (1888)
- Quintetto per pianoforte e archi n. 1 in do minore, Op.70 (1883)
- Quintetto per pianoforte e archi n. 2 in fa maggiore, Op.76 (1884)
- Quintetto per pianoforte e archi n. 3 in sol minore, Op.126 (1895)
- Quartetto per pianoforte e archi n. 1 in do minore, Op.77 (1884)
- Quartetto per pianoforte e archi n. 2 in sol maggiore, Op.86 (1887)
- Quartetto per pianoforte e archi n. 3 in la minor, Op. 109 (1890)
- Quartetto per strumenti a corda n. 1 in do minor, Op.10 (1858)
- Quartetto per strumenti a corda n. 2, Op.12
- Quartetto per strumenti a corda n. 3, Op.18
- Quartetto per strumenti a corda n. 4, Op.22
- Trio n. 1 in fa maggiore, Op.16 (1858)
- Trio n. 2 in mi maggiore, Op.20 (1860)
- Trio n. 3 in do minore, Op.59 (1880)
- Trio n. 4 in do minore, Op.85 (1887)
- Sonata per violino in sol minore, Op.5 (1857)
- Notturno op.133 per flauto e pianoforte.
- Capriccio op.137 per flauto e pianoforte.